# Prote Mateje
Prote Mateje (en serbe cyrillique : Проте Матеје) est une rue de Belgrade, la capitale de la Serbie, située dans la municipalité urbaine de Vračar. Elle doit son nom à Mateja Nenadović (1777-1854), un prêtre qui a joué rôle important dans le premier soulèvement serbe contre les Ottomans.

## Parcours
La rue Prote Mateje prend son origine dans le Bulevar Kralja Aleksandra (le « Boulevard du roi Alexandre »). Elle s'oriente en direction du sud-ouest et traverse la rue Krunska à proximité du musée Nikola-Tesla puis la rue Njegoševa avant de rejoindre la rue Makenzijeva qui en constitue le point d'aboutissement.

## Caractéristiques
L'ambassade d'Espagne est située au n° 45 de la rue.